# روجه غيومين
روجه غيومين (بالفرنسية: Roger Guillemin)‏
```
طبيب
 
فرنسي
 (ولد في 
11 يناير
 
1924
 في 
ديجون
، بورغون، 
فرنسا
) حائز على 
قلادة العلوم الوطنية
 عام 
1976
 
وجائزة نوبل في الطب
 عام 
1977
.
```

## روابط خارجية
- روجه غيومين على موقع الموسوعة البريطانية (الإنجليزية)
- روجه غيومين على موقع مونزينجر (الألمانية)
- روجه غيومين على موقع إن إن دي بي (الإنجليزية)